# Regionale raad van Ma'ale Yosef
De regionale raad van Ma'ale Yosef (Hebreeuws: מועצה אזורית מעלה יוסף) is een regionale raad in Israël. De raad is vernoemd naar Yosef Weiz.

## Gemeenschappen

### Moshaven
| - Avdon - Ein Ya'akov - Elkosh - Even Menachem - Goren - Hosen - Lapidot - Manot | - Me'ona - Netu'a - Peki'in HaHadasha - Shomera - Shtula - Tzuriel - Ya'ara - Zar'it |

### Dorpen
| - Abirim - Gita - Gornot HaGalil | - Mattat - Mitzpe Hila - Neve Ziv |  |

Abu Basma · Alona · al-Batuf · Be'er Tuvia · Beit She'an Vallei · Bnei Shimon · Brenner · Bustan al-Marj · Centraal Arava · Drom HaSharon · Esjkol · Gan Raveh · Gederot · Gezer · Gilboa · Golan · Gush Etzion · Har Hebron · Hefervallei · Hevel Eilot · Hevel Modi'in · Hevel Yavne · Hof Ashkelon · Hof HaCarmel · Hof HaSharon · Jizreëlvallei · Emek HaYarden · Bik'at HaYarden · Lakhish · Lev HaSharon · Lodvallei · Lager Galilea · Ma'ale Yosef · Mateh Asher · Mateh Binyamin · Mateh Yehuda · Megiddo · Megilot · Menashe · Merhavim · Merom HaGalil · Mevo'ot HaHermon · Misgav · Nahal Sorek · Ramat HaNegev · Sha'ar HaNegev · Sdot Negev · Shafir · Shomron · Tamar · Hoger Galilea · Yoav · Zevoeloen